# ジュビレーション! (宝塚歌劇)
『ジュビレーション!』は宝塚歌劇団の作品。星組公演。形式名は「ショー」。宝塚・東京は20場。作・演出は石田昌也。併演作品は『剣と恋と虹と』。

## 公演期間と公演場所
- 1995年9月29日 - 11月6日　宝塚大劇場[1]
- 1996年3月4日 - 3月31日　東京宝塚劇場[2]
- 1996年6月29日 - 7月12日　全国ツアー[3]

### 全国ツアーの公演日程
- 6月29日・30日　半田市福祉文化会館[3]
- 7月2日　相模原市民会館[3]
- 7月3日　市川市文化会館[3]
- 7月5日　青森市文化会館[3]
- 7月6日　盛岡市・岩手県民会館[3]
- 7月9日　帯広市民文化ホール[3]
- 7月11日　旭川市民文化会館[3]
- 7月12日　札幌市・北海道厚生年金会館[3]

## 解説
テーマ性にとらわれず、現代的なセンスとオーソドックスな感覚を自由な発想で融合させた、スピーディーで楽しさ溢れるバラエティ・ショー。南極観測隊とオーロラの精、ラスベガスのギャンブラー、テレビのキャラクターなど様々な登場人物を、歌手やダンサー揃いの星組が、それぞれの魅力を存分に発揮して個性豊かに表現した。

## スタッフ
氏名の後ろに「宝塚」「東京」「全国」の文字がなければ全劇場共通。
- 作曲・編曲：西村耕次/南安雄/ボブ佐久間/大町達人
- 音楽指揮：野村陽児（宝塚・全国）、伊沢一郎（東京）
- 演奏：東宝オーケストラ（東京）
- 振付：藍エリナ/関根玲子/尾沢奈津子
- 装置：石濱日出雄
- 衣装：有村淳
- 照明：今井直次
- 音響：加門清邦
- 小道具：万波一重
- 効果：中屋民生
- 演出助手：藤井大介/植田景子
- 装置補：広森守
- 振付助手：入江利明
- 舞台監督：佐田民夫（東京）/盛田光紀（東京）/砂川幸子（東京）/柴田尚（東京）/野口裕靖（東京）
- 舞台進行：森田智広
- 製作担当：長谷山太刀夫（東京）
- 制作：岩崎文夫
- 衣装生地提供：ミカレディ 株式会社

## 主な配役

### 宝塚・東京
- プロローグの男S1、ギャンブラーS、ダンディ、ジュエリーの男S、ジュビレーションの男1、フィナーレの男S1 - 麻路さき[6][2]
- プロローグの女S、オーロラの精、淑女S、ミス・ダンディ、ジュエリーの女S、ジュビレーションの女1、フィナーレの女 - 白城あやか[7][2]
- プロローグの男S2、南極観測隊隊員A、紳士S、ダンディ、父親、ジュビレーションの男2、フィナーレの男S2 - 稔幸[7][2]
- プロローグの男、ギャンブラー、シンガー男、キッズ・コンバットA、ジュビレーションの歌手 - 真織由季[7][2]
- ギャンブラー、シンガー男、キッズ・刑事、ジュビレーションの男3 - 絵麻緒ゆう[7][2]
- レディ・ギャンブラー、娘S、母親、ジュビレーションの女2 - 月影瞳[7][2]

### 全国
- プロローグの男S1、ギャンブラーS、歌うナイスガイ、ダンディ、太鼓の男S1、ジャパネスクの男S1、アラビアの男S、ジュビレーションの男1、フィナーレの男S1 - 麻路さき[4]
- プロローグの女S、オーロラS、淑女S、ミス・ダンディ、アラビアの美女、ジュビレーションの女1、フィナーレの女S - 白城あやか[4]
- プロローグの男S2、青年A、紳士S、歌うジェントルマン、ダンディ、ジャパネスクの男S2、ジュビレーションの男2、フィナーレの男S2 - 稔幸[4]
- プロローグの男、シンガー、ジャパネスクの男S3、ジュビレーションの男3 - 絵麻緒ゆう[4]
- レディ・ギャンブラー、ジャパネスクの女、ジュビレーションの女2 - 月影瞳[4]